# The Oxford Murders
The Oxford Murders (bra: Enigmas de um Crime; prt: Os Crimes de Oxford) é um filme franco-hispano-britânico de 2008, dos gêneros suspense, policial e romance, dirigido por Álex de la Iglesia, com roteiro baseado no romance Crímenes imperceptibles, do argentino Guillermo Martínez. 

## Sinopse
Um ambicioso estudante estadunidense (Wood) se muda para Inglaterra para estudar na Universidade de Oxford. Ele acaba mergulhando de cabeça nas investigações de uma série de crimes ligados a símbolos matemáticos. Para parar a série de crimes, ele contará com a ajuda de um renomado professor de lógica da universidade (Hurt), que usa métodos de investigação baseados nos livros de Arthur Conan Doyle.

## Elenco
- Elijah Wood — Martin
- John Hurt — Arthur Seldom
- Leonor Watling — Lorna
- Julie Cox — Beth[3]
- Dominique Pinon —Frank
- Burn Gorman — Podorov
- Jim Carter — Inspetor Petersen
- Anna Massey — Sra. Eagleton
- Alex Cox — Kalman
- Tom Frederic — Ludwig Wittgenstein
- Roque Baños — Diretor
- Alan David — Sr. Higgins
- Tim Wallers — Advogado de defesa
- Ian East —  Howard Green
- Charlotte Asprey — Esposa de Howard Green